# ヤンキー・ドゥードゥル・ダンディ

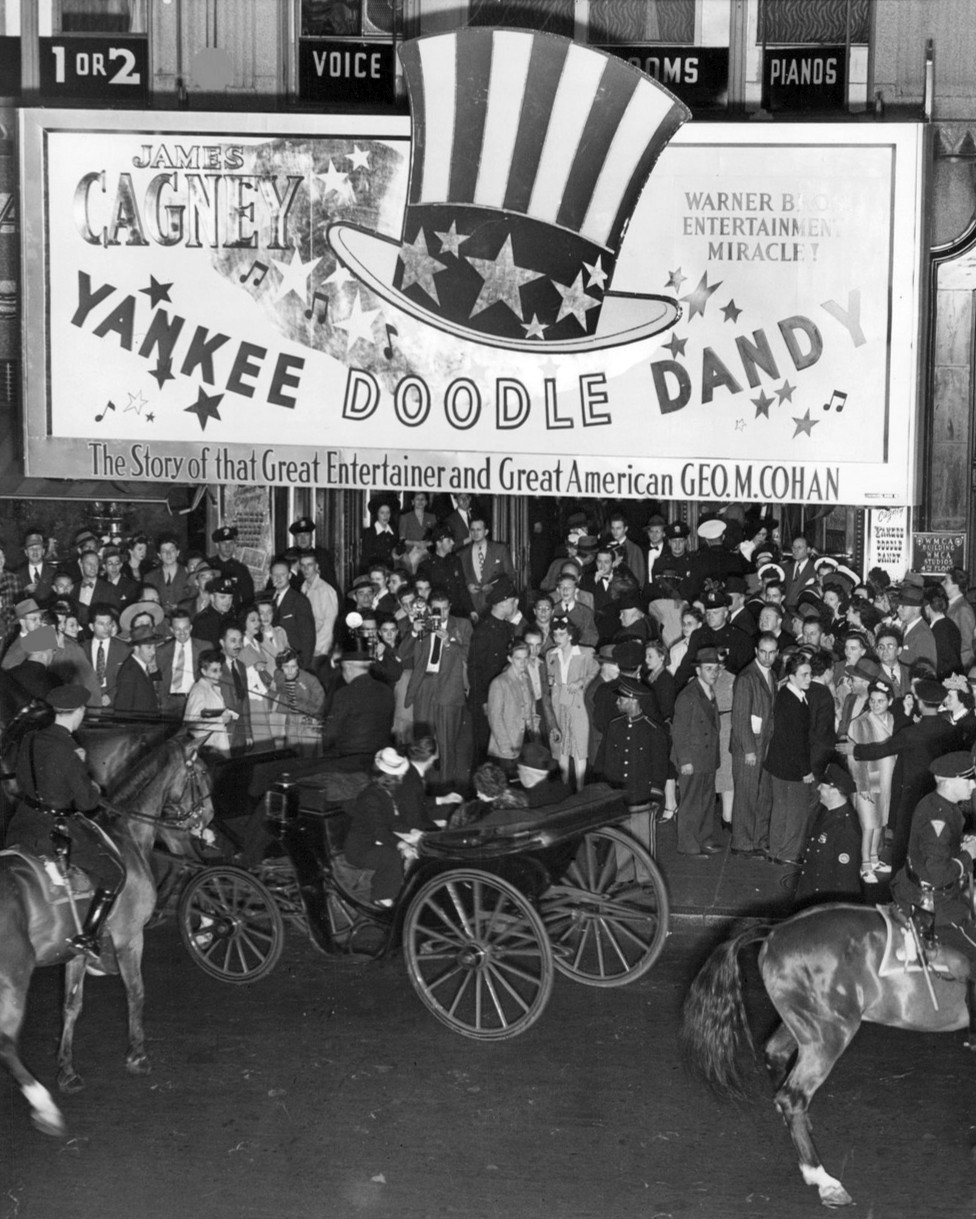
ニューヨーク・プレミアの様子

『ヤンキー・ドゥードゥル・ダンディ』（原題: Yankee Doodle Dandy）は、1942年のアメリカ合衆国のミュージカル映画。「ブロードウェイの父」と呼ばれ、愛国的な歌や『オーヴァー・ゼア』のような軍歌も作曲した、興行師ジョージ・M・コーハン（劇作家、作曲家、作詞家、俳優、歌手、ダンサーでもあった）の伝記映画である。この映画の中でも『オーヴァー・ゼア』は、劇的な場面で歌われる。
はじめ、コーハン役がフレッド・アステアに打診されたがアステアに断られ、ジェームズ・キャグニー主演でワーナー・ブラザースで製作されることになった。
出演はジェームズ・キャグニー、ジョーン・レスリー、ウォルター・ヒューストン、リチャード・ウォーフ。監督はマイケル・カーティスがつとめた。
1940年代のアメリカ合衆国において多く製作された戦意・愛国心高揚映画の代表作のひとつである。撮影の途中で真珠湾攻撃が起きて太平洋戦争がはじまり、その要素が映画に組み込まれた。興行収入は公開当年4位の成績を収め、ジェームズ・キャグニーがアカデミー主演男優賞、レイ・ハインドーフ、ハインツ・ロームヘルドがアカデミーミュージカル映画音楽賞、ネイサン・レヴィンソンがアカデミー録音賞を受賞した。後年においては1993年にアメリカ国立フィルム登録簿に登録されたほか、1998年にアメリカン・フィルム・インスティチュートアメリカ映画ベスト100の第100位に選出された。
ジェームズ・キャグニーは1955年の映画『The Seven Little Foys』（ボブ・ホープ主演の Eddie Foyの伝記映画）でも、ふたたびジョージ・M・コーハン役を演じている。

## ストーリー

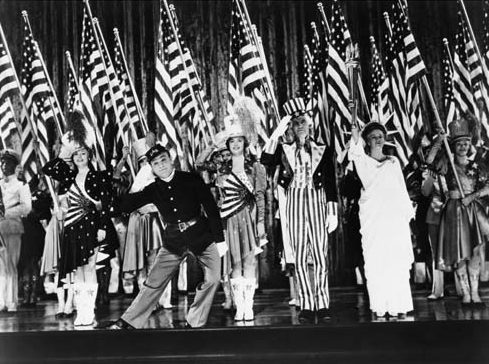
映画のワンシーン

芸人一家の息子として生まれたジョージ・M・コーハンは両親に連れられて各地の巡業に加わり、役者としての才能を開花させていく。しかし、自分の才能に自信を持つコーハンは興行主たちと度々トラブルを起こした挙句、劇場から締め出されてしまう。コーハンは自ら脚本や歌詞を書いて売り込みを行い、同じように脚本の売り込みをしていたサム・ハリスと協力して売り込みに成功し、処女作で大ヒットを記録する。成功を収めたコーハンは両親と妹を自分の舞台に出演させ、「コーハン4人組」は演劇界のスターにのし上がっていく。彼は愛国心に訴える作品を数多く手がけ、ルシタニア号撃沈を契機にアメリカが第一次世界大戦に参戦した後は『オーヴァー・ゼア』を作曲し、彼の曲は戦意高揚のために多くの人々が口ずさむようになった。
やがて妹や母、そして父が死去したことで演劇への意欲を失ったコーハンは長年のパートナーだったハリスとのコンビを解消し、演劇界から引退する。コーハンは妻メアリーと農場で引退生活を過ごすが、通りかかった若者たちとの会話から、自分の名前が世間から忘れ去られていることを実感する。そんな中、かつてのパートナーだったハリスから「新作に主役として出演して欲しい」と連絡が入る。コーハンは再び舞台に立ちフランクリン・ルーズベルト役を演じて喝采を浴びる。初日を終えたコーハンの元にルーズベルトからの招待状が届き、彼はホワイトハウスでルーズベルトと面会する。ルーズベルトは長年にわたりアメリカ精神を体現した作品を作り続けた功績を称え、コーハンに議会名誉黄金勲章を授与する。コーハンがホワイトハウスを後にすると、『オーヴァー・ゼア』を口ずさんだ軍隊の行進に出くわす。無言で行進に加わるコーハンに対して、一人の兵士が「あなたはこの有名な歌を知らないのですか」と問いかける。それを聞いたコーハンは笑顔になり、兵士たちと共に『オーヴァー・ゼア』を口ずさむ。

## キャスト
- ジョージ・M・コーハン（英語版） - ジェームズ・キャグニー
- メアリー(ジョージの妻） - ジョーン・レスリー
- ジェリー・コーハン（ジョージの父） - ウォルター・ヒューストン
- サム・ハリス（英語版）  - リチャード・ウォーフ（英語版）
- フェイ・テンプルトン（英語版） - アイリーン・マニング（英語版）
- ディーツ - ジョージ・トビアス（英語版）
- ネリー・コーハン（ジョージの母） - ローズマリー・デ・キャンプ（英語版）（キャグニーの母親役だが、実際の年齢はデ・キャンプのほうが11年年少だった）
- ジョジー・コーハン（ジョージの妹） - ジーン・キャグニー
- 歌手 - フランシス・ラングフォード

## スタッフ
- 監督：マイケル・カーティス
- 作詞・作曲：ジョージ・M・コーハン（英語版）、レイ・ハインドルフ（英語版）（アンクレジット）、ハインツ・ロームヘルド（英語版）（アンクレジット）
- 製作：ジャック・L・ワーナー、ハル・B・ウォリス
- 脚本：ロバート・バックナー（英語版）、エドモンド・ジョセフ、ジュリアス・J・エプスタイン（アンクレジット）、フィリップ・G・エプスタイン（アンクレジット）
- 原案：ロバート・バックナー
- 撮影：ジェームズ・ウォン・ハウ
- モンタージュ：ドン・シーゲル
- 舞台監督：リロイ・プリンツ、シーモア・フェリックス
- 振付：ジャック・ボイル

## おもな受賞歴
『ヤンキー・ドゥードゥル・ダンディ』は1942年度のアカデミー賞で三つの部門で受賞を果たした。
| 映画賞                            | 賞                 | 結果       | ノミネート者                               | 備考                                                               |
| --------------------------------- | ------------------ | ---------- | ------------------------------------------ | ------------------------------------------------------------------ |
| 第15回アカデミー賞                | 作品賞             | ノミネート | ワーナー・ブラザース                       | 1951年以前は制作会社に賞が与えられていた。受賞作品：ミニヴァー夫人 |
| 第15回アカデミー賞                | 監督賞             | ノミネート | マイケル・カーティス                       | 受賞者：ウィリアム・ワイラー (ミニヴァー夫人)                      |
| 第15回アカデミー賞                | 主演男優賞         | 受賞       | ジェームズ・キャグニー                     |                                                                    |
| 第15回アカデミー賞                | 助演男優賞         | ノミネート | ウォルター・ヒューストン                   | 受賞者：ヴァン・ヘフリン (Johnny Eager)                            |
| 第15回アカデミー賞                | 原案賞             | ノミネート | ロバート・バックナー                       | 受賞者：エメリック・プレスバーガー (潜水艦轟沈す)                  |
| 第15回アカデミー賞                | ミュージカル音楽賞 | 受賞       | レイ・ハインドルフ、ハインツ・ロームヘルド |                                                                    |
| 第15回アカデミー賞                | 録音賞             | 受賞       | ワーナー・ブラザース・サウンド部           | 受賞者：ネイサン・レヴィンソン                                     |
| 第15回アカデミー賞                | 編集賞             | ノミネート | ジョージ・エイミー                         | 受賞者：ダニエル・マンデル (打撃王)                                |
| 第8回ニューヨーク映画批評家協会賞 | 主演男優賞         | 受賞       | ジェームズ・キャグニー                     |                                                                    |